# Boletus nobilissimus
Espèce
Boletus nobilissimus, de son nom vernaculaire Bolet noblissime, est un champignon basidiomycète comestible, du genre Boletus dans la famille des Boletaceae. Comme Boletus edulis en Europe, dont il a longtemps été considéré comme une variété, il est devenu une espèce à part entière lors des analyses phylogénétique dans un des clades du groupe des edulis sensu lato. Cette espèce n'a été découverte qu'une seule fois à partir dans un parc de l'Ouest de l'État de New York, mais l'espèce type de ce cèpe est plus couramment rencontrée des cèpes dans les forêts de feuillus du Minnesota, où il était généralement reconnu comme Boletus edulis américain. On le trouve en abondance dans les forêts de chêne ouvertes après de fortes pluies et un temps chaud 30° ou plus. Le goût premier de noisette en fait l'une des espèces les plus savoureux de cèpes.
La caractéristique spécifique de cette espèce est un virage de couleur à celle du vin rouge de sa chair extérieure lorsqu'il est rayé ou brisé. Ce caractère est variable en fonction de facteurs environnementaux et / ou génétique, mais tend à être plus cohérent chez les jeunes spécimens. Cette réaction d'ecchymoses n'a pas été correctement reconnues par les chercheurs précédents comme étant une aide au diagnostic pour l'identification et la classification taxonomique de ce cèpe.

## Description du sporophore
Hymenophore
Le chapeau est de 9 à 15 cm de diamètre, initialement de forme convexe, avant de s'aplatir en vieillissant;
Cuticule
La surface est lisse, beige clair à brun jaunâtre jeune, et ensuite brun foncé.
Chair
La chair épaisse est blanc et ne bleuit pas quand on l'écrase, elle réagit à l'ammoniaque et devient rouge vineux, comme Boletus atkinsonii.
Hyménium
Les pores sont blancs quand ils sont jeunes, devenant jaunâtre ou jaune brunâtre.
Stipe
De 8 à 12 cm de long; 1 à 3 cm d'épaisseur, sec, solide; blanchâtres ou brunâtres; proéminence réticulée présentant une réticulation brunâtre.
Sporée
L'impression de spores  brun jaunâtre.
Spores
ellipsoïdes à subfusiformes, lisses, jaune pâle, 11,5-13,5 x 4-5 µm

## Habitat
Mycorhize avec des feuillus, surtout de chênes et de hêtres; seul, dispersés, ou grégaire, l'été et l'automne; largement distribuée dans l'Est de l'Amérique du Nord.

## Saison
août à mi-septembre

## Comestibilité
Excellent comestible

## Confusion possible
Boletus atkinsonii, a récemment décrit, paraît être à peu près identique à Boletus nobilis Peck et Boletus nobilissimus.